# Compañía de Trabajos de Minería y Batería
La Compañía de Trabajos de Minería y Batería (en inglés, Company of Mineral and Battery Works) era, (junto con la Sociedad de las Minas Reales), uno de los dos monopolios mineros creados por Isabel I. Los derechos de la compañía se basaron en una patente otorgada a William Humfrey el 17 de septiembre de 1565. Esta fue reemplazada el 28 de mayo de 1568 por una patente de incorporación, convirtiéndola en una de las primeras sociedades anónimas. La Sociedad de las Minas Reales se incorporó el mismo día.[cita requerida]

## Accionistas
Los accionistas originales fueron:
- William Humfrey
- Christopher Schutz
- Sir Nicholas Bacon
- Thomas Howard, 4.º Duque de Norfolk
- William Herbert, 1.º Conde de Pembroke
- Robert Dudley, 1.º Conde de Leicester
- William Brooke, 10.º Barón Cobham
- Sir William Cecil
- Sir Walter Mildmay
- Sir Henry Sidney
- Sir Francis Jobson
- Sir William Garrard, concejal
- Sir Rowland Hayward
- John Tamworth
- Peter Osborne
- Thomas Cecil
- Francis Agarde
- Thomas Fleetwood
- William Roberts
- Henry Coddenham
- Robert Navidad
- Roger Wetherall
- William Patten
- Christopher Chewte
- Thomas Smythe
- William Doddington
- William Byrde
- George Barne
- Anthony Gamage
- Richard Martin
- Edmund Roberts de Kent
- Francis Barty (o Berty)
- Richard Handford
- Edward Castlyn
- John Gooderiche
- John Lovyson
- William Williams
- Christopher Berkbecke
- Andrew Palmer

## Monopolio
La Compañía de Trabajos de Minería y Batería tenía el derecho de monopolio: 
- Para hacer "artículos de batería" (artículos de metal batido), trabajos de fundición y alambre de latón, hierro y acero.
- Para extraer piedra de calamina y usarla para hacer latón y otros metales mezclados.
- Para extraer los metales reales de oro y plata en varios condados ingleses; de los cuales la mayoría contenían pocos de esos minerales. (La mayor parte del metal uitilizado por la Compañía de Minerales y Baterías fue extraído por la Sociedad de las Minas Reales, con la cual la Compañía de Trabajos de Minería y Batería mantuvo una estrecha relación).

## Alambrados
Decidida a hacer que Inglaterra fuera menos dependiente de los bienes extranjeros, Isabel I concedió en 1568 una patente de incorporación a William Humfrey, (un antiguo maestro de ensayos de la Royal Mint), que había trabajado en estrecha colaboración con William Cecil en la creación de la primera fábrica de alambres en Tintern, Monmouthshire, en 1567-8.

### Expertiz alemana
Humfrey contrató y trajo a Inglaterra a un fabricante de cobre alemán, Christopher Schutz, junto a todo su taller.  Los objetivos iniciales incluían la producción de latón, además del alambre de hierro que era necesario para producir los cardadores requeridos por la industria de lana británica, la cual previamente había sido importada.  Sin embargo, debido en parte a las dificultades con los materiales locales, la producción de latón en las fábricas de alambre fue deficiente, y la producción de alambre más rentable de hierro se volvió una prioridad.

### Agricultores a cargo
Las obras finalmente se alquilaron a "agricultores", siendo los primeros Sir Richard Martyn y Andrew Palmer en 1570.  Wheler murió en 1575 y su viuda vendió sus participaciones a Richard Handbury.  A finales de la década de 1570, hubo conflictos en torno a la madera para carbón vegetal dedicado a las ferreterías. En 1583, la fábrica de cables fue arrendada a Martyn y Humfrey Mitchell (topógrafo del Castillo de Windsor) durante 15 años y Hanbury acordó suministrarles hierro Osmond.  Los conflictos siguieron sobre el precio a pagar por el hierro Osmond. Esto terminó cuando Hanbury y su yerno, Edmond Wheler, fueron encarcelados en febrero de 1598 en la Flota, y sus propiedades fueron secuestradas en julio.  Esto último los llevó rápidamente a someterse ante las peticiones.  En ocasiones, se acusaba a los agricultores de mala gestión, lo cual quedaba afirmado con las quejas de los fabricantes de productos de alambre, los cuales sostenían que el alambre inglés a menudo era de baja calidad y de escaso suministro.
Thomas Hackett se convirtió en agricultor en 1597.  La Compañía construyó una nueva fábrica de cables en Whitebrook (al norte de Tintern).  Posteriormente, Sir Basil Brooke de Madeley (de 1627) y George Mynne se asociaron con él.  Brooke era católico y su propiedad fue confiscada durante la Guerra Civil.
En 1646, la Compañía aceptó la oferta de Thomas Foley de Stourbridge, y más tarde, de Great Witley, Worcestershire para hacerse cargo de la fábrica de alambrado, probablemente comprándole a los agricultores existentes.  Aun así, el alambre fabricado en Tintern estaba sufriendo debido a la competencia del alambre importado, y la compañía no pudo hacer que se cumpliera la prohibición de su importación.  Foley murió en 1677, dejando las fábricas de cables a su otro hijo Thomas, las cuales fueron manejados por Henry Glover.  Con la competencia de la importación de los cardadores extranjeros (de la cual se suponía era ilegal su importación), Foley pudo persuadir a la empresa de que sus privilegios eran de poco valor, y que el alquiler que pagaba en Whitebrook debería ser de solo £5.  Los trabajos de Tintern volvieron al Duque de Beaufort cuando este se volvió dueño en 1689, pero Foley tuvo problemas con los trabajos en Whitebrook.  Thomas Foley continuó con los talleres en esa locación hasta 1702, con Obadiah Lane como director.  Aun así, el interés de la fabricación de alambres cesó en 1689.  La industria de alambrado de Titern operó exitosamente hasta 1895.

## Plomo y latón
La compañía otorgó su derecho de usar calamina para fabricar latón en 1587 a un grupo de miembros de la compañía dirigida por John Brode.  Instalaron talleres en Isleworth, pero una década después, la compañía les impidió extraer la calamina.
La compañía también participó en un litigio sobre la minería de plomo en Derbyshire, que presuntamente infringía su monopolio.

## Unión conMines Royal
En el siglo XVII, la compañía no estaba particularmente activa, pero periódicamente otorgaba licencias para actividades mineras o industriales que infringían sus derechos.  Probablemente se fusionó informalmente con la Sociedad de las Minas Reales (o Royal Mines) alrededor de 1669.  Finalmente en 1689, la aprobación del Mines Royal Act eliminó efectivamente los derechos de monopolio minero de ambas compañías, y la compañía conjunta quedó moribunda.
En 1693, Moses Stringer fue admitido dentro de las acciones de ambas compañías, siendo considerado una persona 'ingeniosa y siempre propensa a estudiar sobre química y los minerales'.  Sin embargo, no pasó mucho hasta que Stringer recuperó los libros de actos en 1709, y convocó a una reunión en su 'laboratorio' y su fundidora en Blackfriars, la cual le delegó el poder completo como el "Maestro General Mineral".  Se hicieron algunos esfuerzos para explotar el monopolio de las empresas, otorgando licencias para la minería, pero probablemente estos tuvieron poco éxito.

### Seguro de Onslow
Las acciones de las compañías fueron compradas en 1718 por un sindicato conocido como Onslows's Insurance, el cual que deseaba operar a través de una sociedad anónima.  Este fue fundado en 1717, e invitó a la compra de suscripciones por acciones en el periodo abarcado entre agosto de 1717 y enero de 1718, bajo el nombre de Mercer's Hall Marine Company; o como "El compromiso mantenido en el Royal Exchange para asegurar barcos y mercancías en el mar".  Solicitaron la incorporación al fiscal general (Attorney General), pero esta solicitud les fue rechazada.  Luego compraron las acciones de las empresas unidas Mines Royals y Mineral and Battery Works por £2904. 14 chelines y operaron a través de esto.  Sin embargo, la Cámara de los de Comunes concluyó que esto, así como otros esquemas de seguros similares, eran ilegales.  Finalmente, al aceptar un pago de £300,000 de las deudas de la Lista Civil de George I,  pudieron obtener una carta de constitución bajo el nombre de Royal Exchange Assurance.

### Empresas con William Wood
La incorporación de la Royal Exchange Assurance hizo que las patentes de las empresas unidas fueran redundantes.  Poco tiempo después de que abrieran sus suscripciones, se buscaron suscripciones para los "Grandes Arrendatarios de" ... Royal Mines y de la Compañía de Trabajo de Minería y Batería.  Un panfleto titulado: The present state of Mr Wood's partnership, se refería a que esta tenía un arrendamiento de minas en 39 condados, las cuales podían ser de las dos compañías.  El promotor de esto fue William Wood.
Wood patentó un nuevo proceso para fabricar hierro (que demostró no ser económicamente efectivo).  Recaudaron dinero para financiar esto, al acordar vender miles de toneladas de hierro a las compañías unidas.  Wood y sus asociados recibirían £60,000 y un bloque de acciones.  Sin embargo, Wood no pudo entregar nada cercano a la cantidad acordado.  Buscó la incorporación de la "Compañía de Maestros de Hierro de Gran Bretaña", pero no pudo lograrlo.  El asunto fue objeto de investigación por parte del Consejo Privado, pero Wood murió en 1730 y dos de sus hijos finalmente quedaron en bancarrota.  £18,000 de los £40,000 fueron avances de la compañía pertenecientes a Sir John Meres, en la forma de participaciones de la Charitable Corporation; otra compañía que estaba pronta a colapsar.  Los avances de la compañía probablemente se perdieron en gran medida.

## Oscura historia posterior
Existen referencias subsecuentes de las dos compañías, las cuales se encuentran por separado.
La Compañía de Trabajos de Minería y Batería tuvo referencias de minería en Irlanda en 1741.  También puede haber tenido un taller de batería de cobre, el cual pudo estar funcionando en (o cerca de) Rogerstone, cerca de Newport.
Una compañía llamó Mines Royals, que puede (o no) haber sido la misma, tenía una fábrica de cobre en Neath Abbey en Glamorgan, desde 1757.